# Bola de cañón

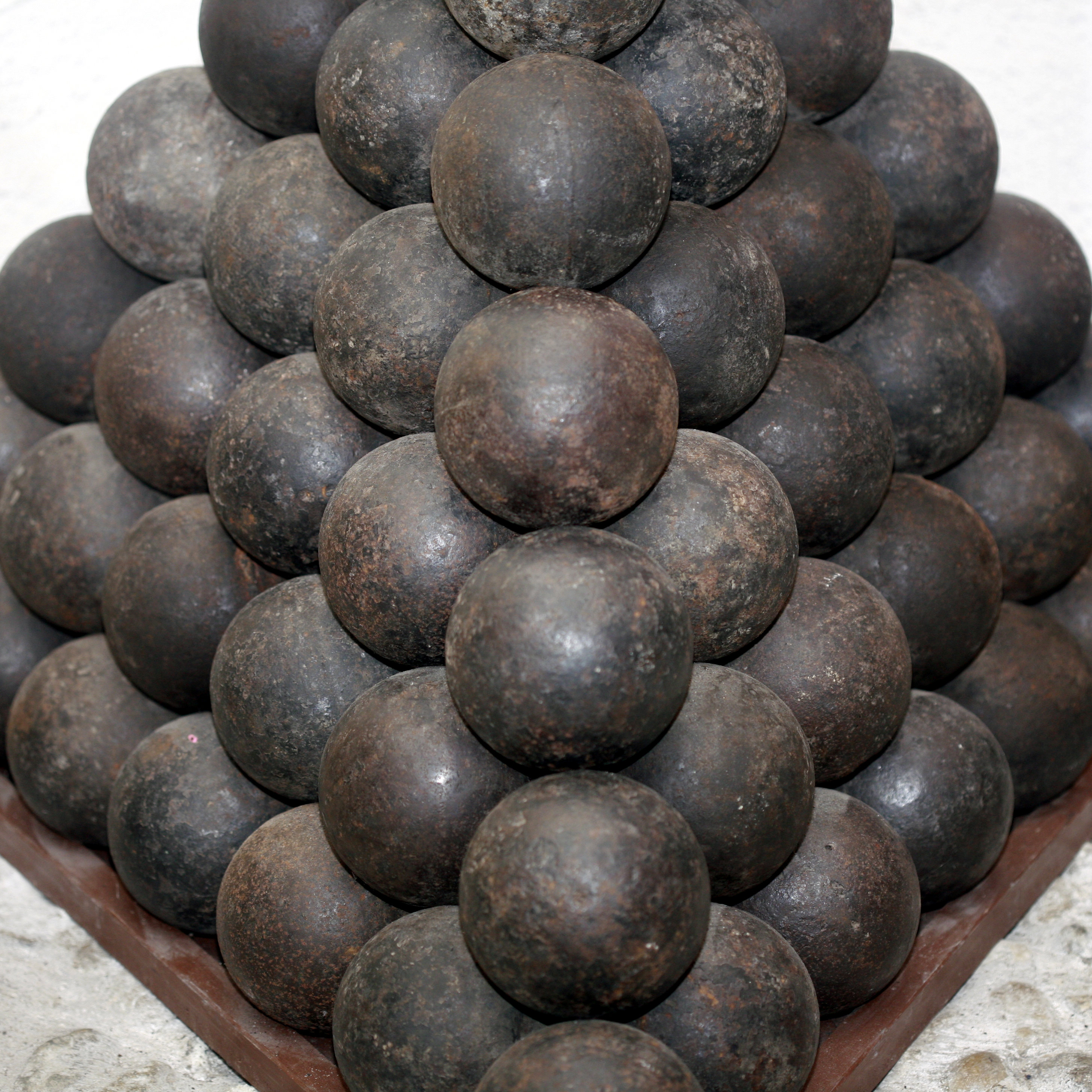
Pila de bolas de cañón.

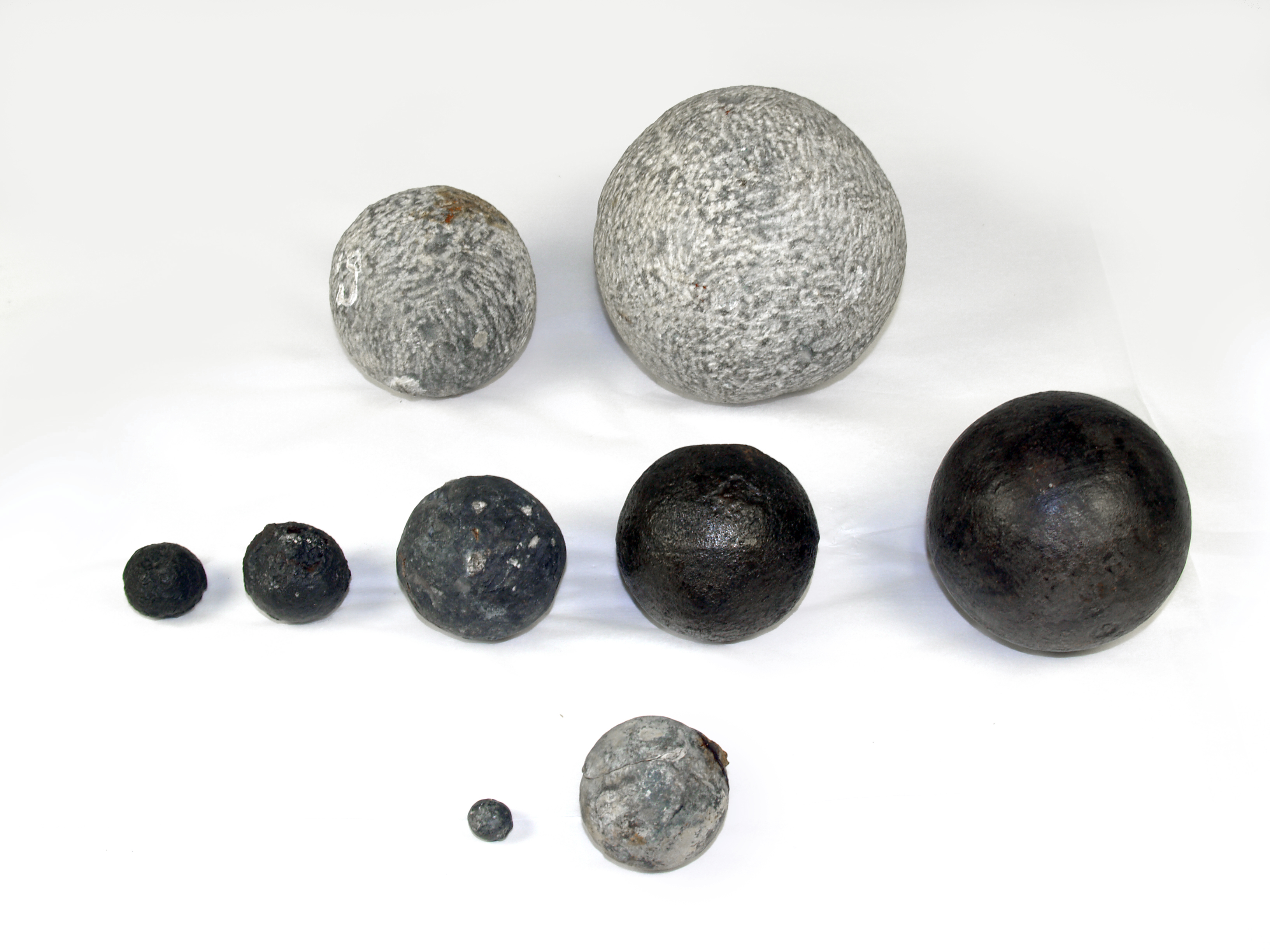
Diferentes tipos de bolas de cañón en piedra, hierro y plomo.

La bola de cañón es un proyectil simple sin carga explosiva que se dispara con un cañón. Como indica su nombre, la bola de cañón es esférica y su diámetro debe ser ligeramente inferior que el ánima del arma que lo dispara. 

## Historia
La bola de cañón y el racimo de metralla fueron algunos de los primeros proyectiles usados en las armas de ánima lisa.
Las bolas de cañón en sus inicios estaban hechas de piedra y se les llamaban piedras de cañón (del inglés: gunstone) o bolaños, pero a partir del siglo XVII se comenzaron a hacer de hierro.[cita requerida]

## Usos y características

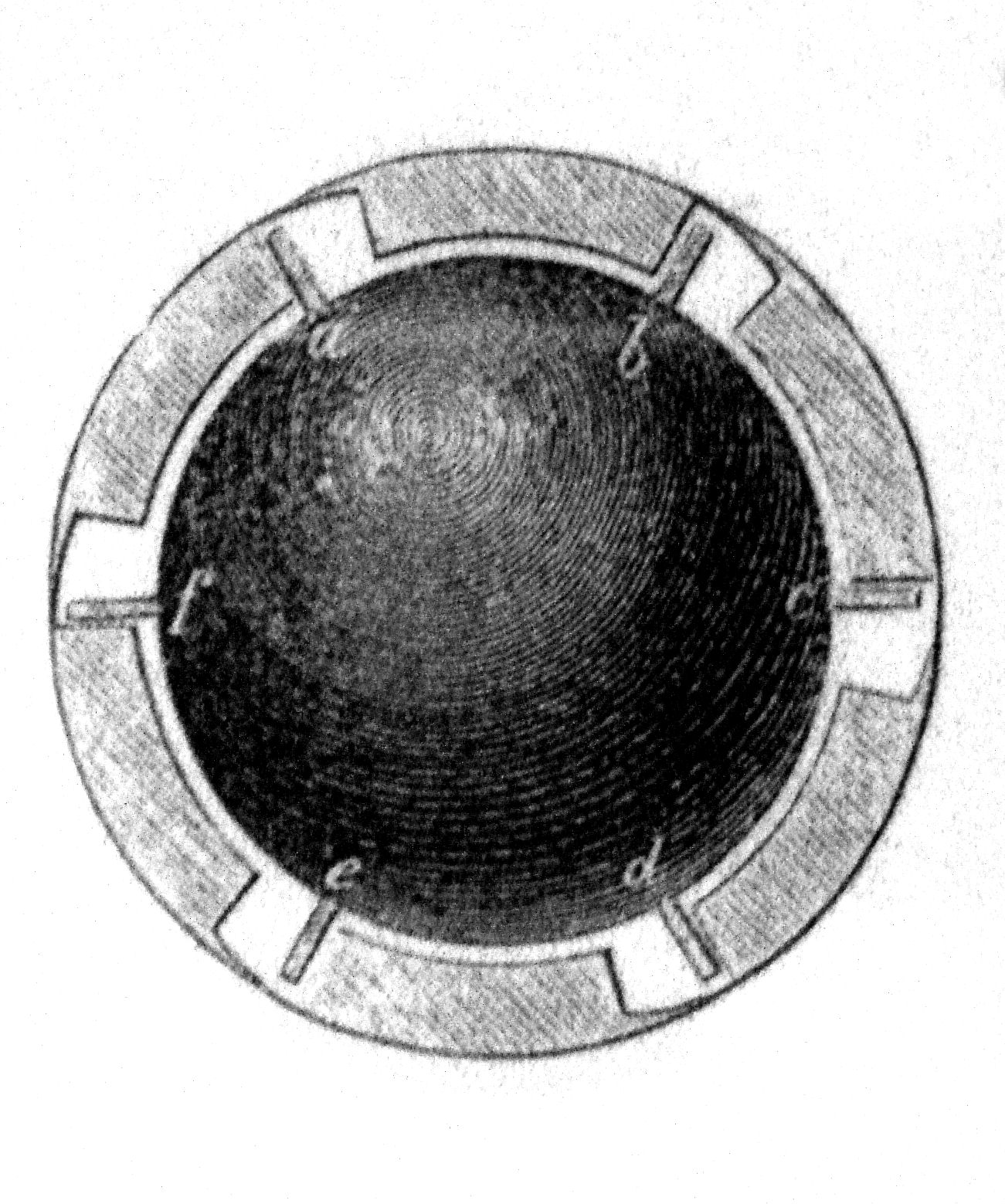
Bola de cañón con aletas para cañón de ánima rayada, 1860.

Este era el tipo de proyectil más idóneo para ser disparado por cañones de ánima lisa y utilizados normalmente para batir los cascos de madera de los barcos, fortificaciones, emplazamientos fijos así como arma antipersona de largo alcance. Sin embargo, las fortificaciones de mampostería diseñadas a principios del periodo moderno, conocidas como de traza italiana, resultaron ser casi inmunes a los efectos de las bolas de cañón.
Las bolas de cañón tienen la desventaja de que no pueden ser totalmente ajustadas al ánima del cañón y siempre tienen que ser ligeramente inferiores de diámetro o de lo contrario pueden provocar daños en el ánima. Esto provoca que al disparar, la bola "traquetee" ligeramente en su interior y salga del cañón en un ángulo poco suave a no ser que se utilizara con un sabot. 
En 1860 algunas bolas de cañón fueron equipadas con aletas en un intento de beneficiarse de los nuevos cañones de ánima rayada y la estabilidad giroscópica que imprimían a los proyectiles.

### Artillería naval
Las bolas de cañón fueron ampliamente utilizadas por la artillería naval durante el periodo conocido como la Era de la navegación a vela. Limitados por la capacidad de carga y estabilidad de los barcos, los cañones más grandes que habitualmente portaban (especialmente los navíos de línea españoles y franceses) tenían un calibre de 174,8 mm y disparaban bolas de hierro fundido de 36 libras (17,6 kg) a una distancia máxima de 3700 m. Para derribar los mástiles, cortar obenques y otros aparejos, se disparaban balas encadenadas y palanquetas.

### Artillería terrestre

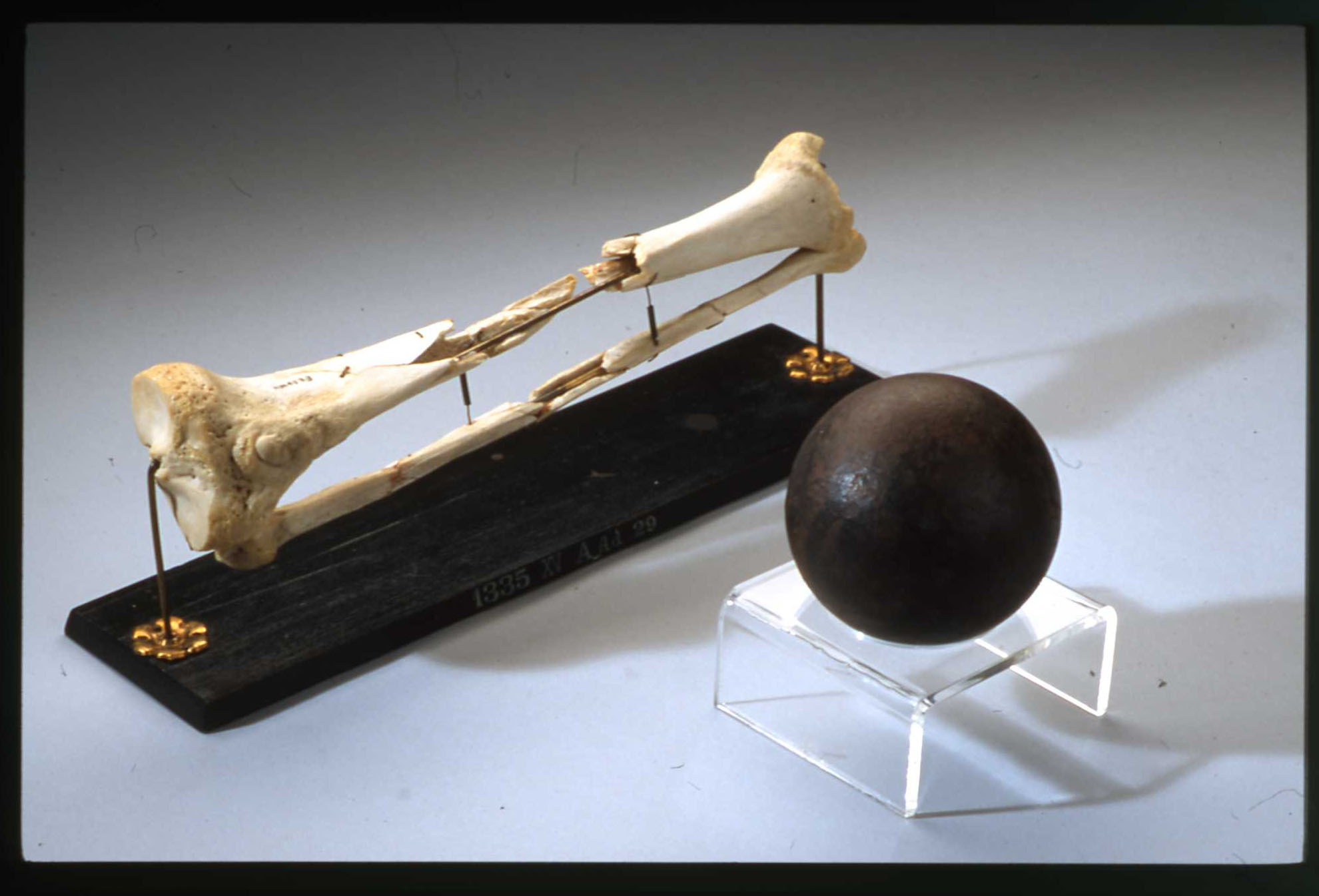
Huesos de una pierna alcanzada por una bola de cañón en la Batalla de Gettysburg.

En las batallas terrestres, las bolas de cañón eran a menudo disparadas a través de tropas en formación provocando numerosas bajas. En contra de lo que suele aparecer en las películas donde las bolas de cañón explotan contra el suelo, en realidad eran más como una bola de bolos saltarina, la cual, después del primer impacto, continuaba su camino rebotando y destrozando todo lo que encontraba a su paso. Las bajas por bola de cañón eran extremadamente numerosas ya que cuando se disparaba directamente a una columna de soldados avanzando, una bola de cañón era capaz de pasar a través de un número significativo de hombres. Incluso, cuando la mayor parte de su energía cinética se había disipado, el simple rodar de una bola de cañón era suficiente para causar heridas graves.
Con la llegada de los proyectiles de ojiva, las bolas de cañón cayeron en desuso y sólo son utilizadas en recreaciones históricas o réplicas.

## Galería

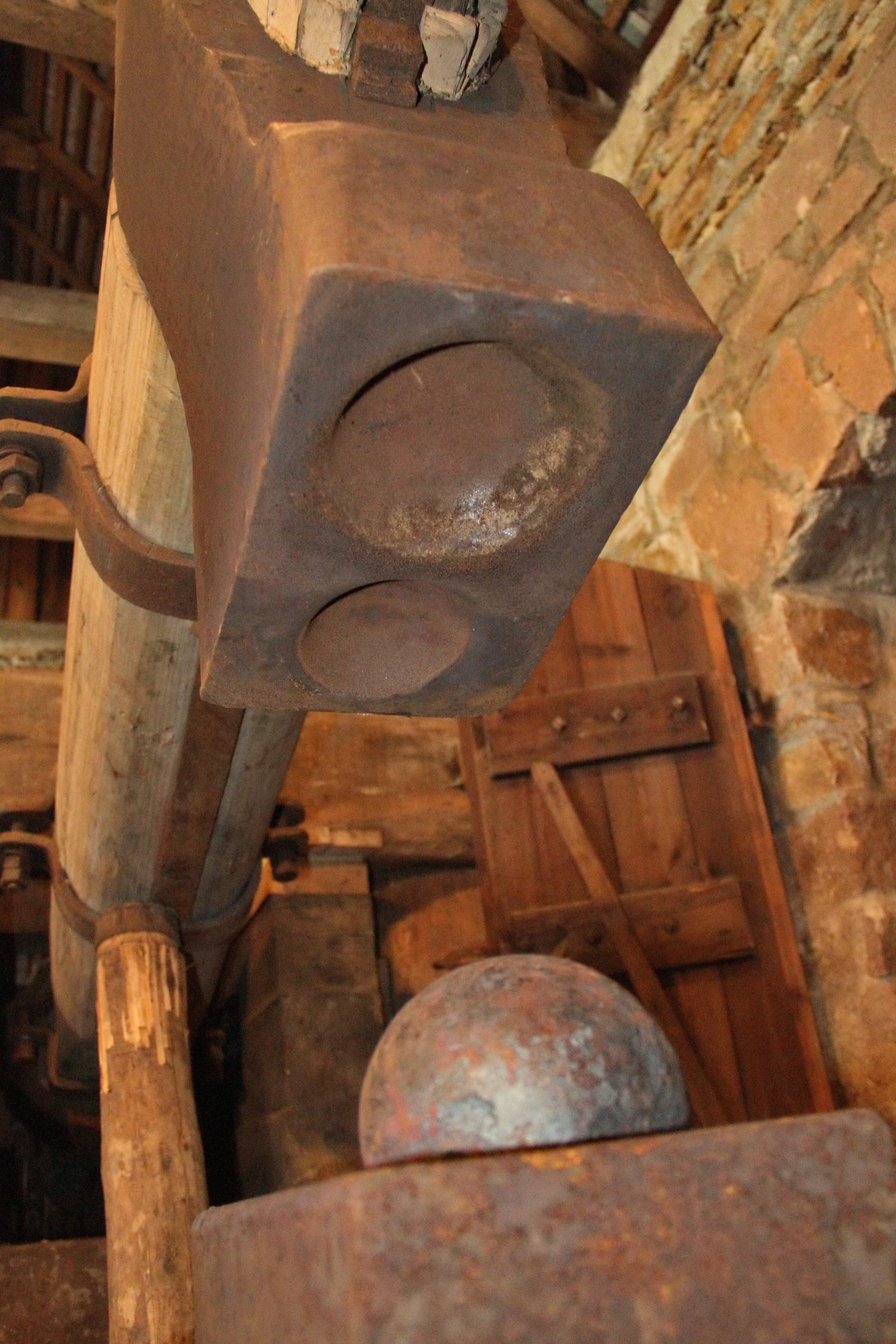
Prensa para la fabricación de bolas de cañón.
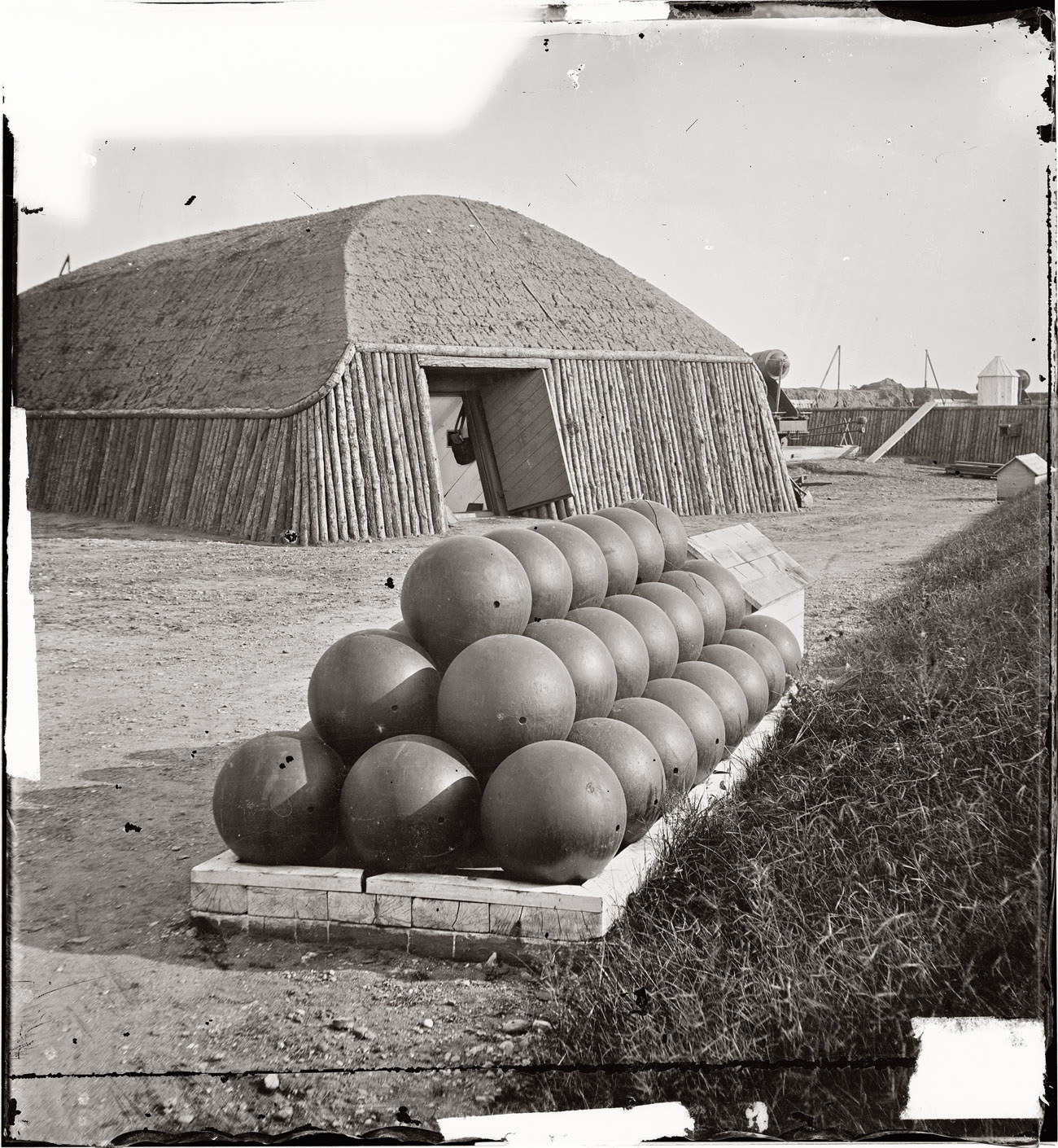
Caseta del polvorín y bolas de cañón en Alexandria, Virginia, durante la Guerra de Secesión.
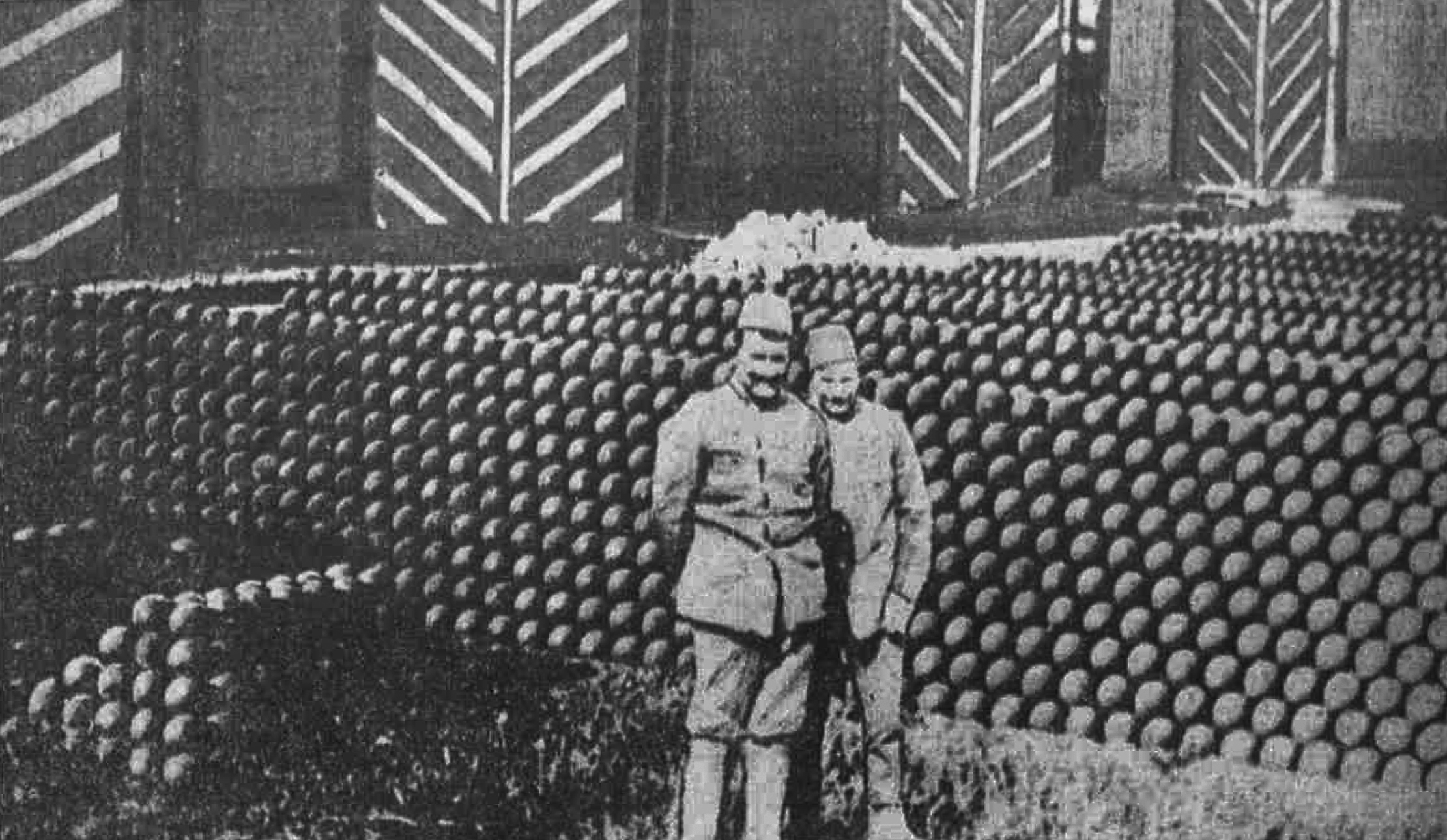
Fotografía de un periódico de 1914 mostrando a dos soldados otomanos junto a un arsenal de bolas de cañón en Estambul.
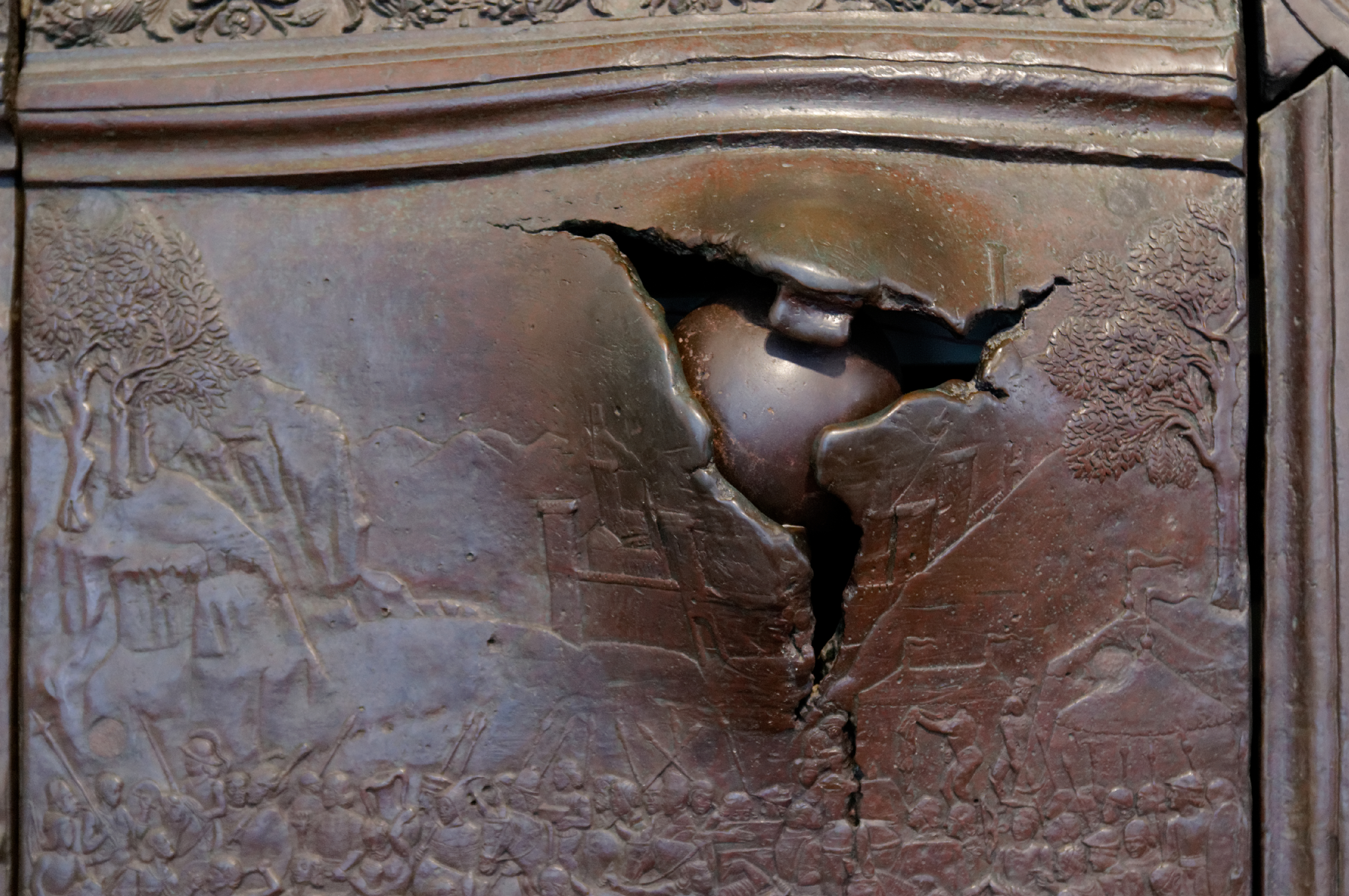
Impacto de bola de cañón en una puerta de bronce ocurrido durante el asedio de las tropas de Gonzalo Fernández de Córdoba a Castel Nuovo en Nápoles (1503).
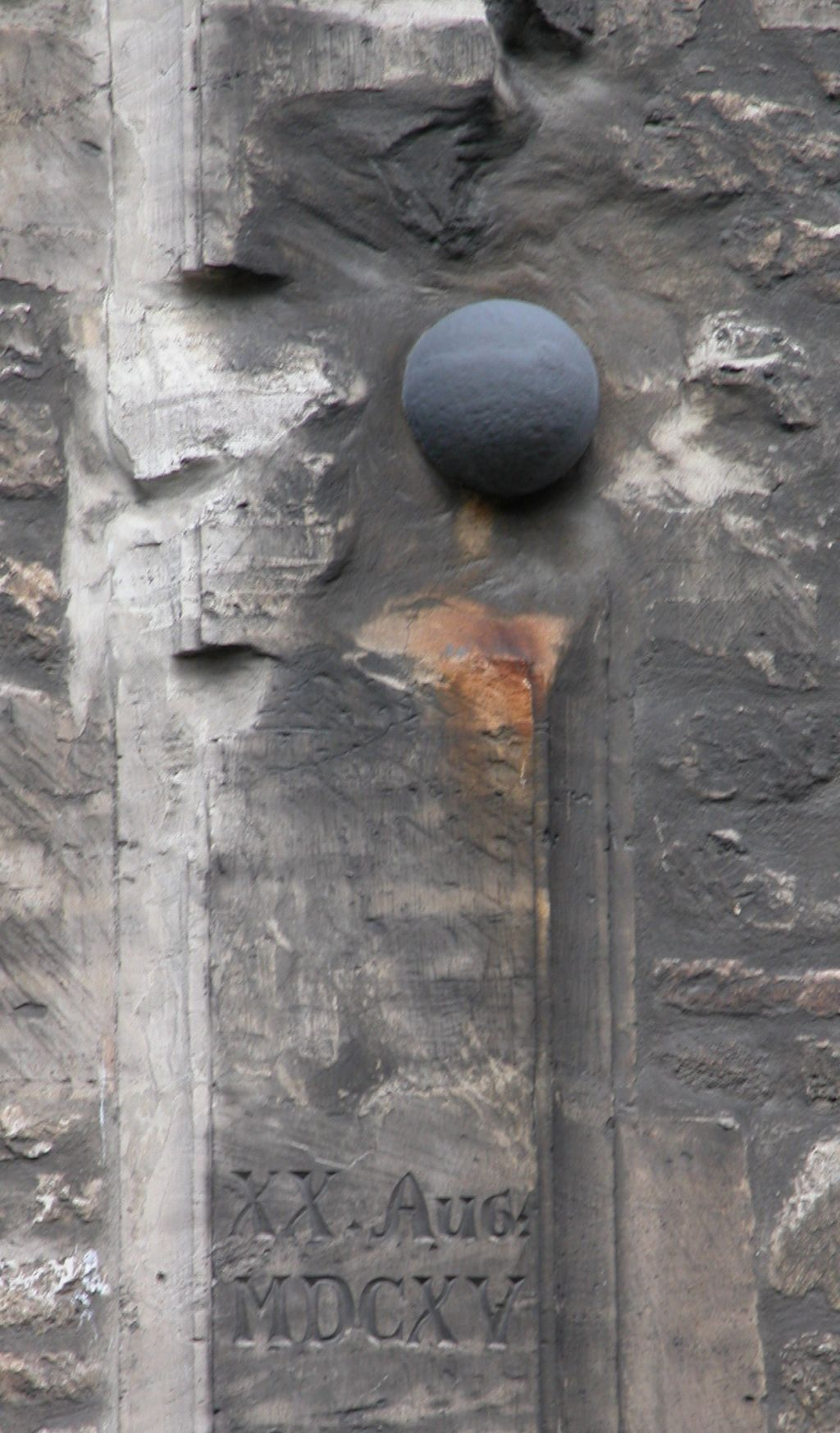
Impacto de bola de cañón en la Catedral de Brunswick (1615).
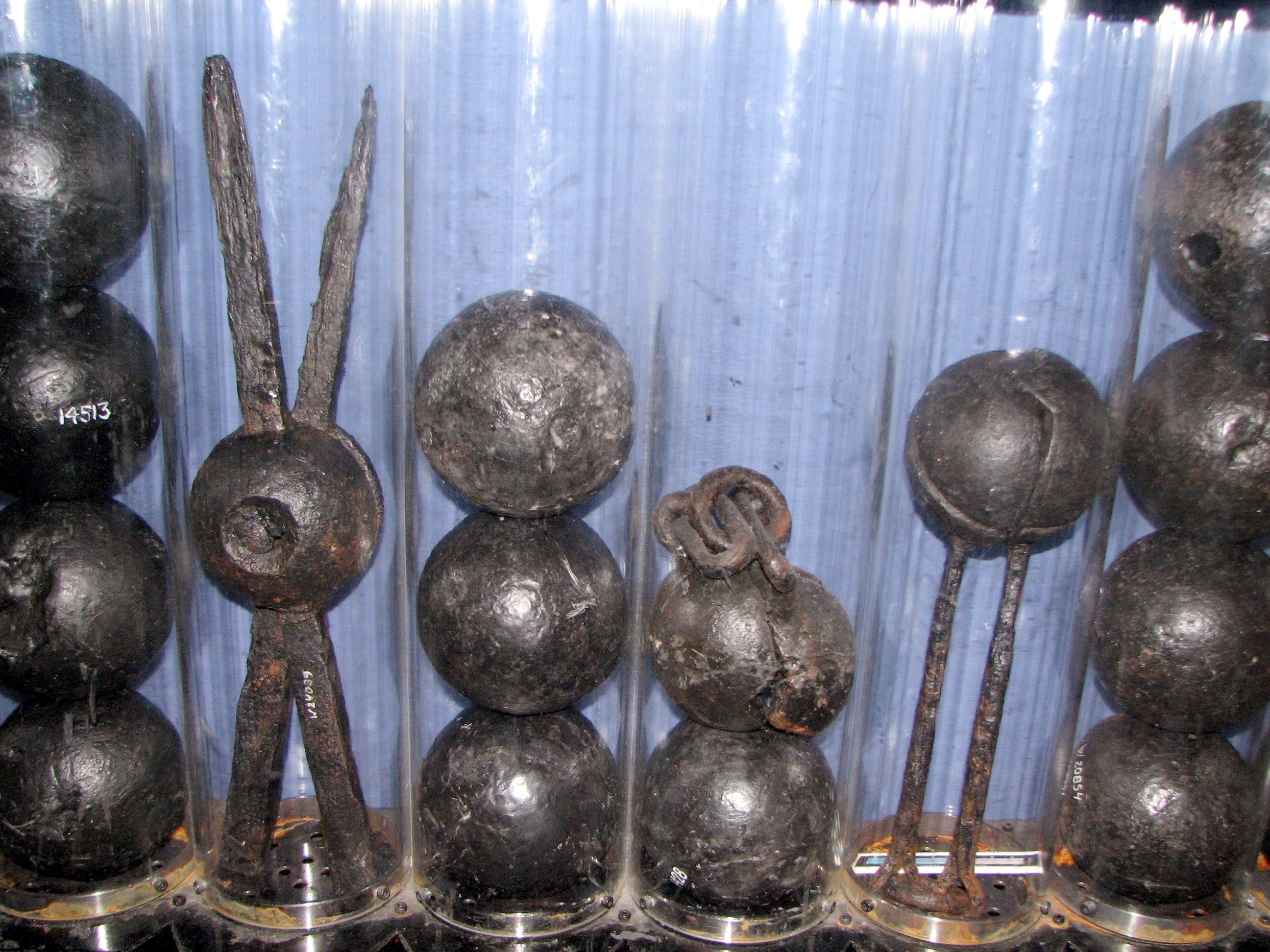
Diferentes tipos de bolas de cañón halladas a bordo del Vasa.
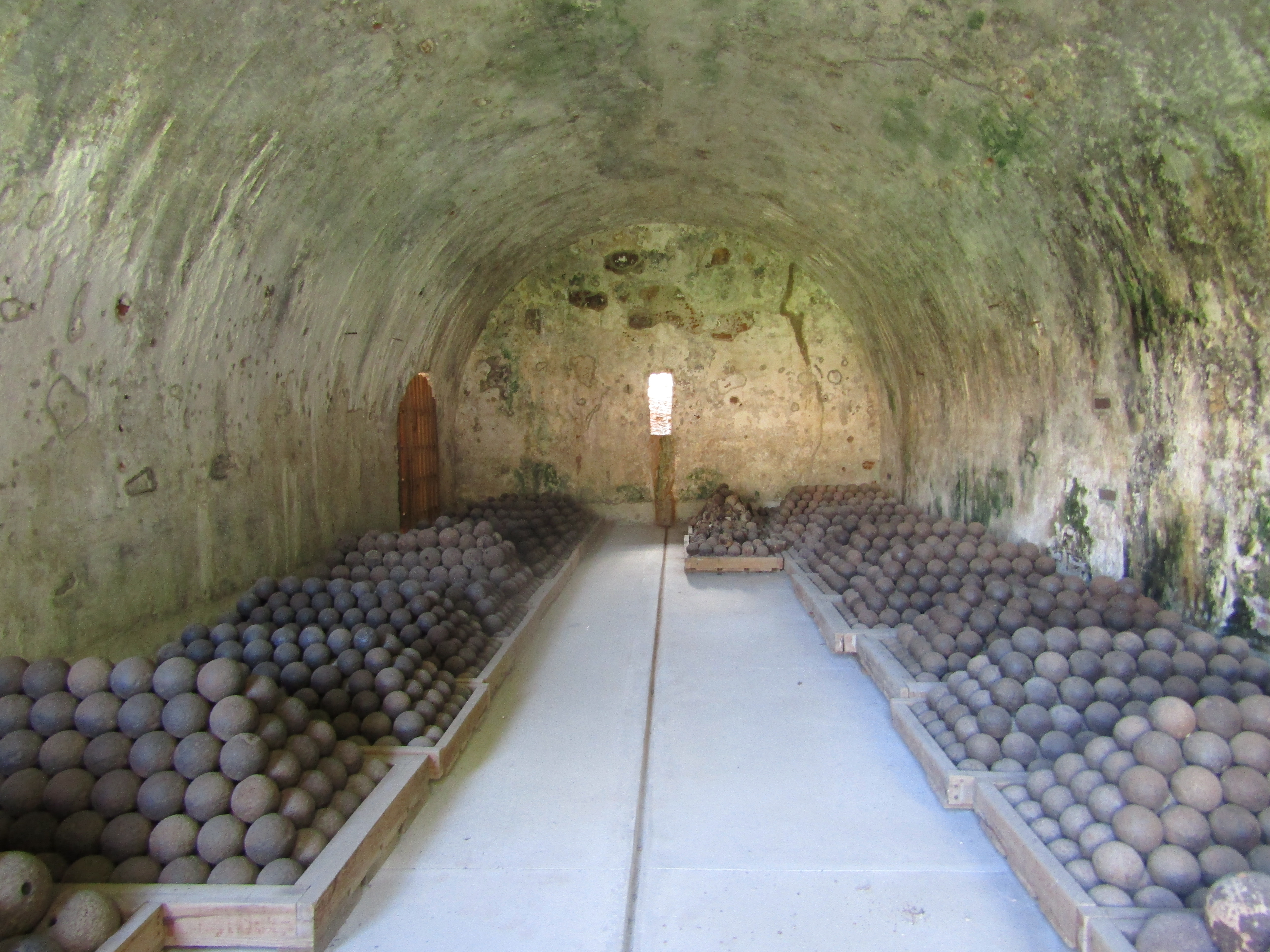
Boveda llena de bolas de cañón en la Fortaleza de San Fernando de Omoa, Honduras.
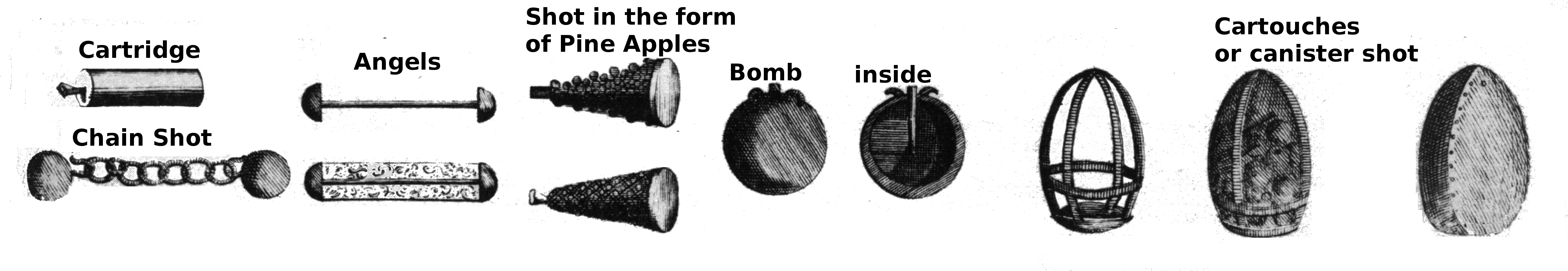
Ilustración de balas encadenadas, palanquetas, botes de metralla, racimos de metralla y bolas de cañón explosivas.